# Les Hauts-de-Caux
Les Hauts-de-Caux é uma comuna francesa na região administrativa da Normandia, no departamento do Sena Marítimo. Estende-se por uma área de 11.76 km². Em 2010 a comuna tinha 1 399 habitantes (densidade: 119 hab./km²).
Foi criada em 1 de janeiro de 2019, a partir da fusão das antigas comunas de Autretot e Veauville-lès-Baons.